# Cneu Domício Enobarbo (morto em 81 a.C.)
Cneu Domício Enobarbo (em latim: Gnaeus Domitius Ahenobarbus; m. ) foi um político da gente Domícia da República Romana no século I a.C., filho do cônsul em 96 a.C. Cneu Domício Enobarbo, irmão do cônsul em 54 a.C. Lúcio Domício Enobarbo e marido de Cornélia Cinila, filha de Lúcio Cornélio Cina, cônsul em 87 a.C..

## História
Na Primeira Guerra Civil de Sula, entre Caio Mário e Lúcio Cornélio Sula, Enobarbo se aliou ao primeiro. Quando Sula venceu, em 82 a.C., foi proscrito e fugiu para a África, onde se juntou a outros membros do partido dos populares que estavam na mesma situação. Com a ajuda do rei númida Hiarbas, Enobarbo conseguiu juntar um exército, mas foi derrotado em Útica, em 81 a.C., por Pompeu, enviado por Sula para enfrentá-lo, e acabou morto durante o ataque ao seu acampamento. Segundo alguns relatos, ele teria sido executado depois da batalha por ordem de Pompeu.